# ロンドン・チャーターハウス

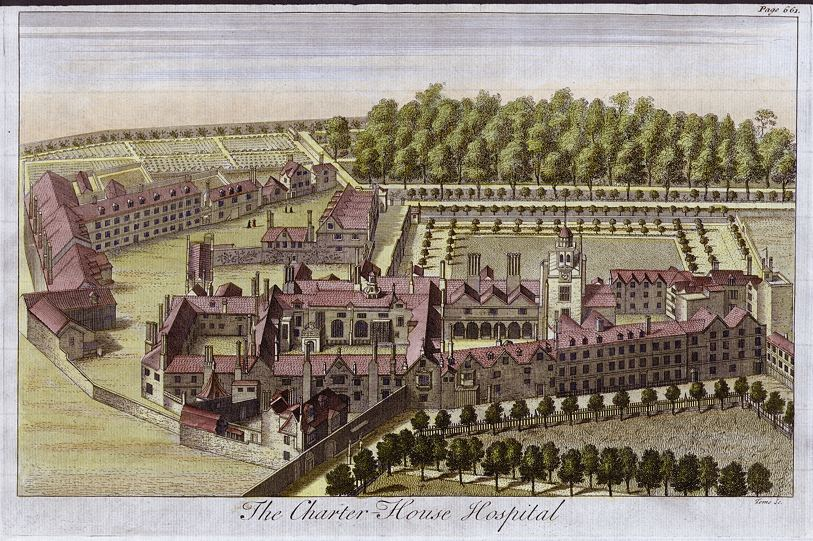
1770年のエングレーヴィングに描かれた、チャーターハウス病院

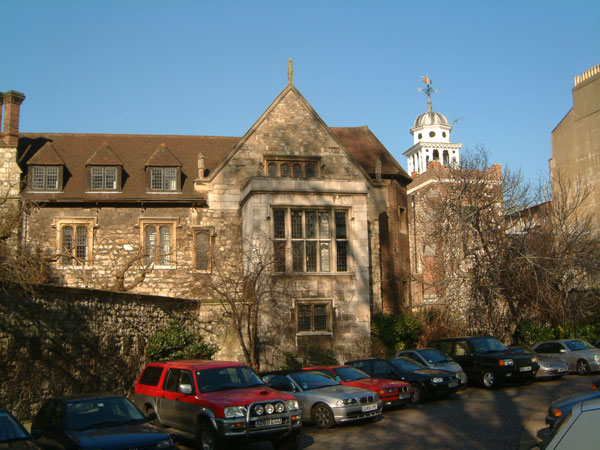
チャーターハウスの建物。テューダー朝様式

ロンドン・チャーターハウス （London Charterhouse）は、イギリス、ロンドンにあるかつてのカルトジオ会の修道院。現在のチャーターハウス広場北にある。以前はチャーターハウスのサットン病院（Sutton's Hospital in Charterhouse）という慈善病院が登記されていた。16世紀の修道院解散令以後、建物は個人の邸宅、少年の学校、養老院として使われてきた。1965年以降イズリントン区に属す。最寄りの駅は、バービカン駅とファリンドン駅（どちらもロンドン地下鉄とナショナル・レールが乗り入れている）である。

## 概要
1371年、シティ・オブ・ロンドン北西部スミスフィールドにて、マニー男爵ウォルターがカルトジオ会修道院を設立した。この近くには、1348年のペスト流行の犠牲者が大勢埋葬されていた。25人の修道士たちがそれぞれの房と庭を持っていた。トマス・モアは、精神的回復のためにこの修道院を訪問している。チャーターハウスとは、カルトジオ会の母体修道院、グランド・シャルトルーズを英語化した名前である。
1537年、イングランド宗教改革による修道院解散令により、チャーターハウスは解散させられた。解散に抵抗したことから、厳しい処分を修道院は受けた。院長ジョン・ホフトン（en:John Houghton (martyr)）（1970年に列聖）は、タイバーンで首吊り・内臓抉り・四つ裂きの刑に処された。10人の修道士たちは近くのニューゲート監獄へ連行された。このうち9人は監獄内で餓死させられ、残った1人は3年後にタワー・ヒルで処刑された。彼らは、カトリック教会のカルトジオ会殉教者として知られている。
この後すぐ、ノース卿、ノーフォーク公、サフォーク伯などの邸宅として使われた。1611年、石炭で財を成した商人トーマス・サットンが旧修道院跡を買い上げ、少年たちのための学校を開いた。これが、現在のパブリック・スクール、チャーターハウス校の前身である。同時にサットンの遺言により、恵まれない老人のための養老院と病院が開設された。
1872年、チャーターハウス校はサリーへ移転し、その後も男性の間借人が暮らしてきた。第二次世界大戦中の空襲で建物は損傷したが修復され、中世の要素一部と16世紀の織物が残っている。現在のチャーターハウスは、40人の男性年金受給者の住宅として主に機能している（入居者たちは年収300万ポンド以上を得ている者が多い）。
建物の観光は、ガイド付きツアーのみが許可されている。
座標: 北緯51度31分17秒 西経0度05分59秒 / 北緯51.52139度 西経0.09972度